# Pao-ti
Pao-ti (čínsky pchin-jinem Bǎodí, znaky zjednodušené 宝坻, tradiční 寶坻) je městský obvod v Tchien-ťinu, jednom z největších měst Čínské lidové republiky. V obvodu v roce 2017 žilo 926 700 obyvatel, má rozlohu 1510 čtverečních kilometrů.
Samostatný okres Pao-ti zřídila vláda říše Ťin.
V Čínské lidové republice okres podléhal prefektuře Tchung-sien, později prefektuře Tchien-ťin, od roku 1973 podléhá centrálně spravovanému městu Tchien-ťin. Roku 2001 byl okres reorganizován v městský obvod.